# Mistlar
Mistlar (Viscum) är ett släkte av sandelträdsväxter. Mistlar ingår i familjen sandelträdsväxter.

## Dottertaxa till Mistlar, i alfabetisk ordning[1][2]
- Viscum acaciae
- Viscum album
- Viscum ambongoense
- Viscum anceps
- Viscum angulatum
- Viscum apiculatum
- Viscum articulatum
- Viscum bagshawei
- Viscum bancroftii
- Viscum birmanicum
- Viscum boivinii
- Viscum calcaratum
- Viscum calvinii
- Viscum capense
- Viscum capitellatum
- Viscum ceibarum
- Viscum chyuluense
- Viscum coloratum
- Viscum combreticola
- Viscum congdonii
- Viscum congolense
- Viscum continuum
- Viscum coursii
- Viscum crassulae
- Viscum cruciatum
- Viscum cuneifolium
- Viscum cylindricum
- Viscum decaryi
- Viscum decurrens
- Viscum diospyrosicola
- Viscum dryophilum
- Viscum echinocarpum
- Viscum engleri
- Viscum exiguum
- Viscum exile
- Viscum fargesii
- Viscum fastigiatum
- Viscum fischeri
- Viscum goetzei
- Viscum grandicaule
- Viscum griseum
- Viscum grossum
- Viscum hainanense
- Viscum hexapterum
- Viscum heyneanum
- Viscum hildebrandtii
- Viscum hoolei
- Viscum indosinense
- Viscum iringense
- Viscum itrafanaombense
- Viscum katikianum
- Viscum liquidambaricola
- Viscum littorum
- Viscum longiarticulatum
- Viscum longipetiolatum
- Viscum lophiocladum
- Viscum loranthi
- Viscum loranthicola
- Viscum luisengense
- Viscum macrofalcatum
- Viscum malurianum
- Viscum menyharthii
- Viscum minimum
- Viscum monoicum
- Viscum multicostatum
- Viscum multiflorum
- Viscum multinerve
- Viscum multipedunculatum
- Viscum myriophlebium
- Viscum mysorense
- Viscum nepalense
- Viscum nudum
- Viscum obovatum
- Viscum obscurum
- Viscum orbiculatum
- Viscum oreophilum
- Viscum orientale
- Viscum osmastonii
- Viscum ovalifolium
- Viscum pauciflorum
- Viscum pentanthum
- Viscum perrieri
- Viscum petiolatum
- Viscum radula
- Viscum ramosissimum
- Viscum rhipsaloides
- Viscum roncartii
- Viscum rotundifolium
- Viscum schaeferi
- Viscum schimperi
- Viscum scurruloideum
- Viscum semialatum
- Viscum shirense
- Viscum stenocarpum
- Viscum subracemosum
- Viscum subserratum
- Viscum subverrucosum
- Viscum tenue
- Viscum tieghemii
- Viscum trachycarpum
- Viscum triflorum
- Viscum trilobatum
- Viscum tsaratananense
- Viscum tsiafajavonense
- Viscum tuberculatum
- Viscum wallichianum
- Viscum verrucosum
- Viscum whitei
- Viscum wightianum
- Viscum vohimavoense
- Viscum wrayi
- Viscum yunnanense